# شیبه
شیبه (به عربی: الشیبة) یک منطقهٔ مسکونی در عربستان سعودی است. شیبه ۱٬۵۰۰ نفر جمعیت دارد.